# Anthony Higgins
Pour les articles homonymes, voir Higgins.
Anthony Higgins est un acteur britannique né le 9 mai 1947 à Northampton (Royaume-Uni).

## Filmographie

### Cinéma
- 1969 : Promenade avec l'amour et la mort (A Walk with Love and Death) de John Huston - Robert de Loris (crédité Anthony Corlan)
- 1970 : Une messe pour Dracula (Taste the Blood of Dracula) de Peter Sasdy - Paul Paxton (crédité Anthony Corlan)
- 1970 : Something for Everyone de Harold Prince - (crédité Anthony Corlan)
- 1972 : Le Cirque des vampires (Vampire Circus) de Robert Young -  Emil
- 1974 : Flavia la défroquée (Flavia, la monaca musulmana) de Gianfranco Mingozzi - Ahmed (crédité Anthony Corlan)
- 1976 : Le Voyage des damnés (Voyage of the Damned) de Stuart Rosenberg - le matelot Berg
- 1981 : Quartet de James Ivory - Stephan Zelli
- 1981 : Les Aventuriers de l'arche perdue (Raiders of the Lost Ark) de Steven Spielberg - le major Gobler
- 1982 : Meurtre dans un jardin anglais (The Draughtsman's Contract) de Peter Greenaway - le peintre Mr Neville
- 1984 : She’ll Be Wearing Pink Pajamas (en) de John Goldschmidt - Tom
- 1985 : La Promise (The Bride) de Franc Roddam - Charles Clerval
- 1985 : Le Secret de la pyramide (Young Sherlock Holmes) de Barry Levinson - le professeur Rathe / le professeur Moriarty
- 1986 : Max mon amour de Nagisa Ōshima - Peter Jones
- 1992 : The Bridge (en) de Sydney Macartney - Reginald Hetherington
- 1993 : Deux Doigts de meurtre (Sweet killing) d'Eddy Matalon -
- 1993 : Le Concierge du Bradbury (For Love or Money) de Barry Sonnenfeld - Christian Hanover
- 1994 : Nostradamus de Roger Christian - Henri II de France
- 1996 : La Rage de vivre (Indian Summer) de Nancy Meckler - Ramon
- 1996 : Brute (Bandyta) de Maciej Dejczer - le directeur de la prison
- 2000 : Deeply de Sheri Elwood - l'amiral Griggs
- 2001 : The Last Minute de Stephen Norrington - Mitchell Walsh
- 2005 : Chromophobia de Martha Fiennes - Geoffrey Wharton
- 2009 : Malice in Wonderland (en) de Simon Fellows - Rex

### Télévision
- 1984 : The Cold Room (téléfilm) de James Dearden - Erich
- 1984 : Nuits secrètes (Lace, téléfilm) de William Hale - le Prince Abdullah
- 1985 : Lace II (téléfilm) de William Hale - le Roi Abdullah
- 1989 : Darlings of the Gods (téléfilm) de Catherine Millar -
- 1991 : One Against the Wind (téléfilm) de Larry Elikann - Herman Gruber
- 1992 : La Règle du je de Françoise Etchegaray -
- 1993 : 1994 Baker Street: Sherlock Holmes Returns (téléfilm) - Sherlock Holmes
- 1996 : La Bible : Moïse (Moses, téléfilm) de Roger Young - Coré
- 1998 : Stingers : Unité secrète (série) -
- 1998 : Close Relations (téléfilm) -
- 1998 : Jelly Babies -
- 2004 : Meurtres à l'anglaise (série) -
- 2007 : Heroes and Villains: Napoléon -
- 2009 : Inspecteur Lewis (série) Un rock immortel (Counter Culture Blues) S3E4 - le rocker Franco
- 2010 : Miss Marple (série) Le Secret de Chimneys (The Secret of Chimneys) S5E2 -
- 2013 : La Malédiction d'Edgar - Clyde Tolson